# Johann Christian Kittel
Johann Christian Kittel   (Erfurt, 18 de febrer de 1732 - Erfurt, 17 d'abril de 1809) fou un organista, compositor i professor alemany. Va ser un dels últims estudiants de Johann Sebastian Bach, i també tingué com a professor a Václav Tomášek. Entre els seus estudiants figuraven Karl Gottlieb Umbreit, Karl Gottlieb Umbreit, Johann Wilhelm Hässler i Christian Heinrich Rinck.

## Biografia
Kittel va néixer i morir a Erfurt. Va estudiar per primera vegada amb Jakob Adlung. Es va traslladar a Leipzig el 1748 i va ser alumne favorit -i últim- de Johann Sebastian Bach fins a la seva mort dos anys després. Fou nomenat organista i mestre a Langensalza el 1751, després del qual tornà a Erfurt com a organista de la Barfüßerkirche, el 1756, traslladant-se a la Predigerkirche el 1762.
Va rebutjar moltes ofertes generoses i més remunerades, entre les quals una en 1790 de la duquessa Anna Amàlia de Brunsvic-Wolfenbüttel per viatjar a Itàlia, restant a Erfurt la resta de la seva vida. Va tocar molts recitals nocturns i va ser famós com a organista virtuós; Goethe, Herder i Wieland van anar a escoltar-lo tocar, i va fer una gira de concerts a Hamburg el 1800, restant-hi un any mentre preparava un llibre de corals per a Schleswig-Holstein.

## Composicions
Es considerava "basat en els principis de Bach" i tenia per objectiu 
| « | <"despertar, mantenir i augmentar els sentiments de devoció al cor dels seus oients mitjançant la música".> | » |

El seu ensenyament i composició va complir aquest objectiu mitjançant una restricció a formes senzilles més adequades per a l'ús litúrgic. Va escriure obres d'orgue a gran escala com ara variacions de corals dobles a partir dels exemples de Bach, tot i que va ser influenciat per l'estil galant contemporani, amb un èmfasi fort en la melodia. Les seves sonates de piano de 1789 tenen característiques en comú amb l'escola clàssica vienesa.

## Piano
- 6 Sonaten ... nebst einer Fantasie (Gera, 1789)
- 6 Veränderungen, über ... Nicht so traurig (Sant Petersburg, 1797)

## Orgue
- Der angehende praktische Organist, oder Anweisung zum zweckmässigen Gebrauch der Orgel bei Gottesverehrungen a Beispielen, llibre de text, 3 volums (Erfurt, * 1801-1808)
- Vierstimmige Choräle mit Vorspielen ... per a Schleswig-Hollsteinischen Kirchen, 2 volums (Altona, 1803)
- 24 Choräle mit 8 verschiedenen Bässen über eine Melodie, ed. JCH Rinck (Offenbach, 1811)
- Grosse Präludien, 2 volums (Leipzig)
- 24 kurze Choralvorspiele (Offenbach)
- Variationen über 2 Choräle (Leipzig)
- 24 leichte Choral-Vorspiele (Bonn i Colònia)